# Johann Nietz
Johann Daniel Friedrich Nietz (* 24. Juni 1803 in Bromberg; † 21. März 1873 in Berlin) war ein deutscher Architekt und preußischer Baubeamter.

## Leben und Wirken
Johann Nietz war ursprünglich beim Militär als Ingenieur-Leutnant, ab 1837 als Premierleutnant, tätig und wurde nach einem Studium an der Bauakademie in Berlin zunächst als Baukondukteur und am 1. November 1837 als Landbaumeister an der Oberbaudeputation angestellt. 1843 wurde er Bauinspektor. 1844 wechselte er zur Ministerial-Baukommission. Gleichzeitig unterrichtete er an der Vereinigten Artillerie- und Ingenieurschule und wurde 1846 zum Ingenieur-Hauptmann befördert. 1851 erfolgte die Beförderung zum Baurat. 1853 schied er aus dem militärischen Dienst aus und wurde als Regierungs- und Baurat Mitdirigent in der Ministerial-Baukommission. Von 1851 bis 1862 war er auch Stadtverordneter.
Nietz war mit August Stüler befreundet. Bei der nach Stülers Entwürfen von 1843 bis 1853 erweiterten Johanniskirche in Moabit hatte er die Bauleitung beim Turm sowie beim Pfarr- und Schulhaus. 1848 errichtete er das Wohnhaus Wittich am Königsplatz, 1857 hatte er die Bauleitung bei den ebenfalls von Stüler entworfenen Steuerhäusern an der Charlottenburger Chaussee, zusammen mit E. Junker, und von 1857 bis 1859 errichtete er das Pflanzenhaus des Botanischen Gartens in Schöneberg, zusammen mit G. Herter (1907 abgerissen).
1865 ging er nach Minden und wurde Geheimer Regierungsrat. Nach einjährigem Wirken in Minden trat er 1866 in den Ruhestand und kehrte als gerichtlicher Sachverständiger und Taxator in Bauangelegenheiten sowie als Architekt für Land-, Wasser- und Eisenbahnbauten nach Berlin zurück.